# Jochbrücke

Jochbrücke

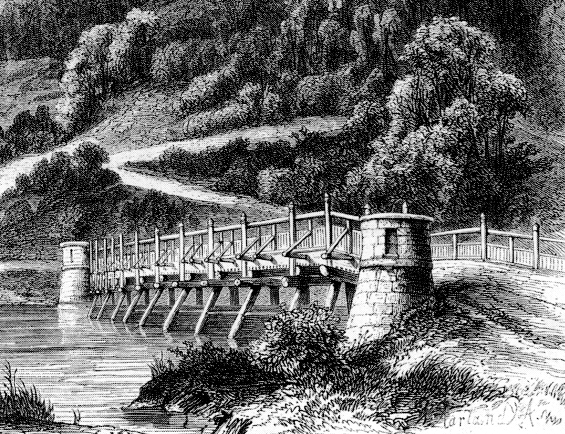
Die im Jahr 1859 als hölzerne Jochbrücke erbaute Marienbergbrücke

Eine Jochbrücke, auch Pfahljochbrücke oder Pfahlbrücke, ist eine Brücke, bei der die Fahrbahn auf Pfahljochen ruht. Das sind senkrecht in die Flusssohle gerammte Pfahlpaare mit über den Pfählen quer verlegten Balken, die den Überbau der Brücke tragen. Das Baumaterial ist üblicherweise Holz, seltener Beton oder Stahl.

## Geschichte
Jochbrücken gehören zu den ältesten Bauformen von Brücken. Im Zürichsee wurden Überreste von 1525 v. Chr. gefunden, die zu einer Holzbrücke zwischen Rapperswil und Hurden gehören. Auch die Kelten und die Römer kannten die Jochbrücke. Julius Cäsar ließ zum Beispiel in nur zehn Tagen bei Neuwied in der Nähe von Bonn eine Brücke in dieser Technik über den Rhein errichten, die 400 m lang war und als Caesars Rheinbrücke bekannt ist.
Viele Steinbrücken hatten als Vorgänger Jochbrücken, die heute nicht mehr erhalten sind. Eine der ältesten noch stehenden Jochbrücken in Europa dürfte die Kapellbrücke in Luzern sein. Sie wurde im 14. Jahrhundert errichtet und diente anfänglich auch als Wehrgang. Der Nachteil von Jochbrücken sind die verhältnismäßig kleinen Öffnungen, welche einerseits die Schifffahrt und Flösserei behinderten, anderseits anfällig waren, bei Hochwasser mit Treibgut oder Eis versperrt zu werden, so dass das Bauwerk beschädigt oder zerstört wurde. Weiterer Nachteil ist bei Holzjochen die lediglich zeitweise Benetzung des Holzes der Jochpfähle oder Jochständer mit erhöhter Verrottung oberhalb der Wasseroberfläche. Um sie leicht und schnell reparieren zu können, hatten manche größere Brücken wie die Ludwigsbrücke in München eine genormte Konstruktion mit festgelegten Maßen für Pfeiler und Balken.
Jochbrücken werden heute noch als Behelfsbrücken verwendet, weil sie sich schnell aufbauen lassen und wenig Anforderungen an die einzelnen Bauteile stellen. Sie kommen aber auch für feste Bauwerke zur Anwendung – entweder als Bauwerk für Nebenstraßen in Holz wie bei der 1991 errichteten Spreebrücke Werder oder aber in Beton- oder Stahlausführung zusammen mit Plattenüberbauten. Eine der längsten Jochbrücken dürfte der Lake Pontchartrain Causeway in den USA sein, der in der Nähe von New Orleans 38 km durch einen seichten See führt.

## Technik

Joche, wie sie für Jochbrücken verwendet werden.
oben: Pfahljoch
unten: Schwelljoch

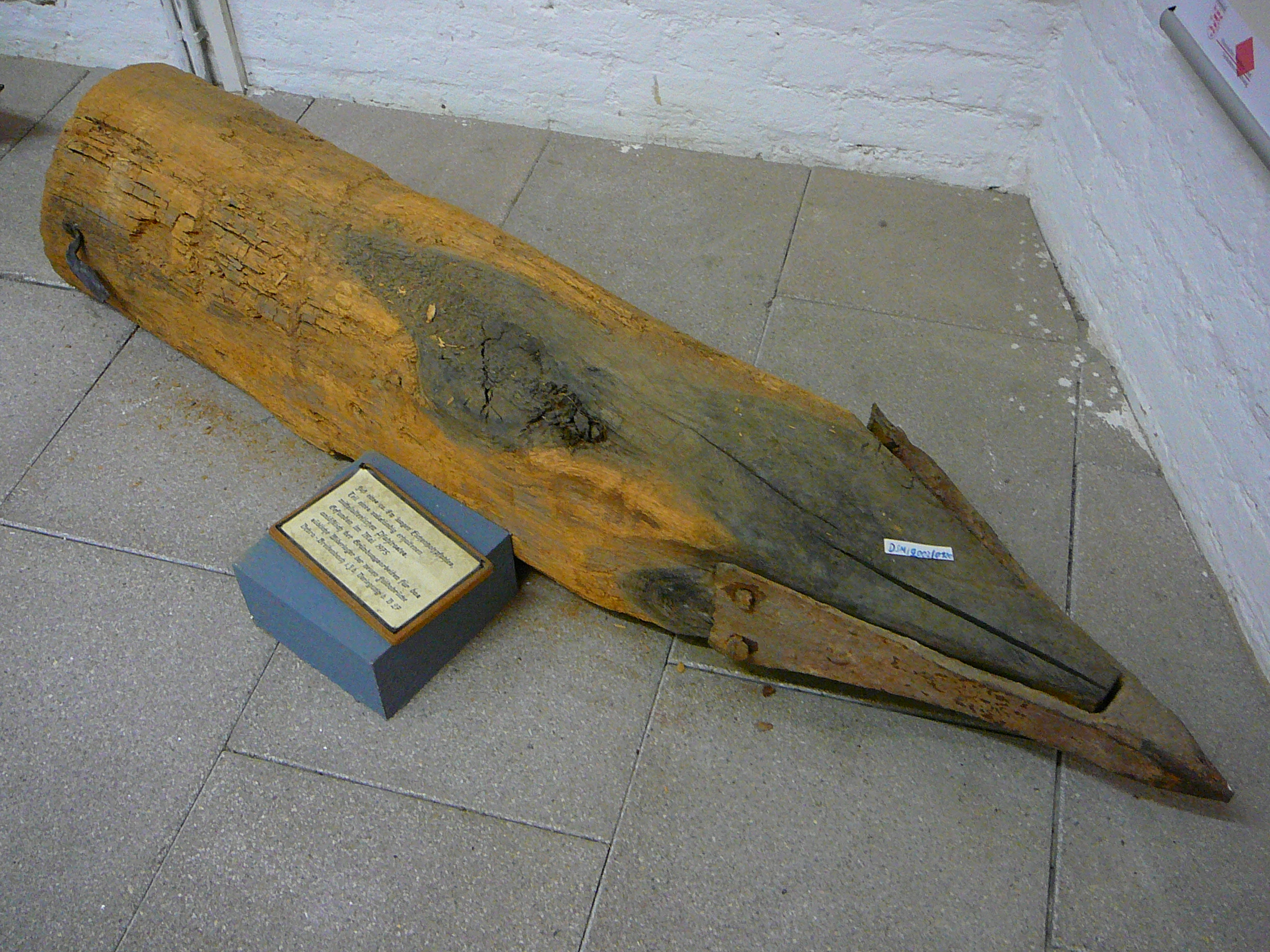
Endstück eines Jochpfahls mit Rammschuh aus dem Mittelalter

Ein Joch oder Pfahljoch ist im Bauwesen eine Reihe eingerammter Pfähle, die oben mit einem horizontal liegenden Balken, dem Jochbalken oder Jochholz, verbunden sind. Eine Reihe solcher Joche wird ins Flussbett gerammt und in Längsrichtung mit Balken verbunden, darauf liegen dann meist in Querrichtung weitere Balken, welche die Fahrbahn bilden.
Ist der Baugrund zu hart, um Pfähle einzurammen, wird am Boden eine Jochschwelle verlegt, worin die Jochständer befestigt werden. Diese Art von Jochen wird Schwelljoch genannt.
Die äußeren Pfähle sind bei Brücken, die in stark strömenden Gewässern liegen, meist schräg eingerammt, um den durch die Strömung verursachten Kräften besser standhalten zu können. Manchmal sind zusätzliche Pfähle vor den Jochen eingerammt, welche Treibeis und anderes Treibgut von den Jochen fernhalten. Die Holzkonstruktion ist meist aus Eiche, da dieses Holz im Wasser am dauerhaftesten ist. Meist werden sie mit Teer behandelt, um zu verhindern, dass sie austrocknen und schwinden. Bereits im Mittelalter wurden die Pfähle mit Pfahlschuhen versehen. Dieser Eisenbeschlag vereinfacht das Rammen der Pfähle.